# Otto Jindra
Otto Jindra (18. března 1886 Chlum u Třeboně – 2. května 1932 Praha) byl jedním z leteckých es první světové války. S devíti sestřely se stal nejúspěšnějším pilotem dvoumístných strojů v Rakousku-Uhersku na východní frontě.

## Vojenská kariéra
Na začátku války byl velitelem dělostřelecké baterie. Později bojoval v Haliči, kde se zúčastnil boje o Lvov. Poté byl oceněn Vojenskou záslužnou medailí.
Jindra pak zažádal o přeložení k letectvu. Stalo se tak 10. září 1914, kdy byl převelen k Flik 1 na ruské frontě. Již v listopadu 1914, kdy létal jako pozorovatel, byl se svým pilotem poprvé sestřelen Rusy. Na troskách letounu tehdy napočítali 180 zásahů.
První dvě vzdušná vítězství si připsal 13. ledna 1915, stále jako pozorovatel. Další následovalo 27. srpna. Dne 1. září 1915 byl povýšen do funkce hejtmana.
Později téhož roku se začal učit pilotovat, 11. prosince získal kvalifikaci polního pilota. Již 5. ledna 1916 tak zažil první vzdušný souboj v roli pilota, který skončil jeho nuceným přistáním poté, co došlo k poškození nádrže letounu. První vítězství v této funkci si připsal 29. března a již od 9. dubna mu patřilo označení letecké eso, neboť dosáhl pěti sestřelů.
O tři dny později Jindra jako pilot a Godwin von Brumowski jako střelec zaútočili u ukrajinského města Chotyn na vojenskou přehlídku, kterou právě sledoval car Mikuláš II. Rozprášili přehlídku shozením sedmi ručních pum a sestřelili dva ze čtyř vyslaných ruských letounů.
V září 1916 pak Jindra znovu skóroval a posledního devátého sestřelu dosáhl 18. prosince téhož roku.
Dne 13. září 1917 byl sám potřetí sestřelen, těžká zranění utrpěl však až při nočním bojovém letu 4. května 1918. Do konce války se pak aktivní služby neúčastnil.
Po válce se stal občanem Československa a pomáhal organizovat vojenské letectvo nově vznikajícího československého státu. Pro trvalé poškození zdraví způsobené jeho nehodou byl v roce 1921 demobilizován. Poté pracoval v civilním letectví, založil leteckou společnost, byl členem leteckého klubu, organizoval letecké soutěže a ukázky.
Otto Jindra zemřel v roce 1932 ve věku 46 let.

## Vyznamenání
- Řád železné koruny, III. třídy s válečnou dekorací a meči
- |  Vojenský záslužný kříž, III. třídy s válečnou dekorací a meči, uděleno 2x
- Vojenská záslužná medaile, bronzová
- |  Vojenská záslužná medaile, stříbrná, udělena 2x
- Karlův vojenský kříž
- Vojenský jubilejní kříž
- Železný kříž, II. třídy